# Cieszynie
Cieszynie – przysiółek wsi Bałków w Polsce, położony w województwie świętokrzyskim, w powiecie włoszczowskim, w gminie Radków.
W latach 1975–1998 przysiółek administracyjnie należała do województwa częstochowskiego.